# 佐々江賢一郎
佐々江 賢一郎（ささえ けんいちろう、1951年（昭和26年）9月25日 - ）は、日本の外交官。公益財団法人日本国際問題研究所理事長、ホテルオークラ取締役、セーレン取締役、三菱自動車工業取締役、富士通取締役。アメリカ合衆国特命全権大使などを歴任した。

## 概要
外務省経済局長、アジア大洋州局長、外務審議官（政務担当）を歴任し、2010年（平成22年）に民主党政権の野田内閣で外務事務次官として、韓国へ大幅に譲歩した「佐々江提案」を提示した。2012年（平成24年）にアメリカ合衆国特命全権大使に就いた。

## 来歴・人物

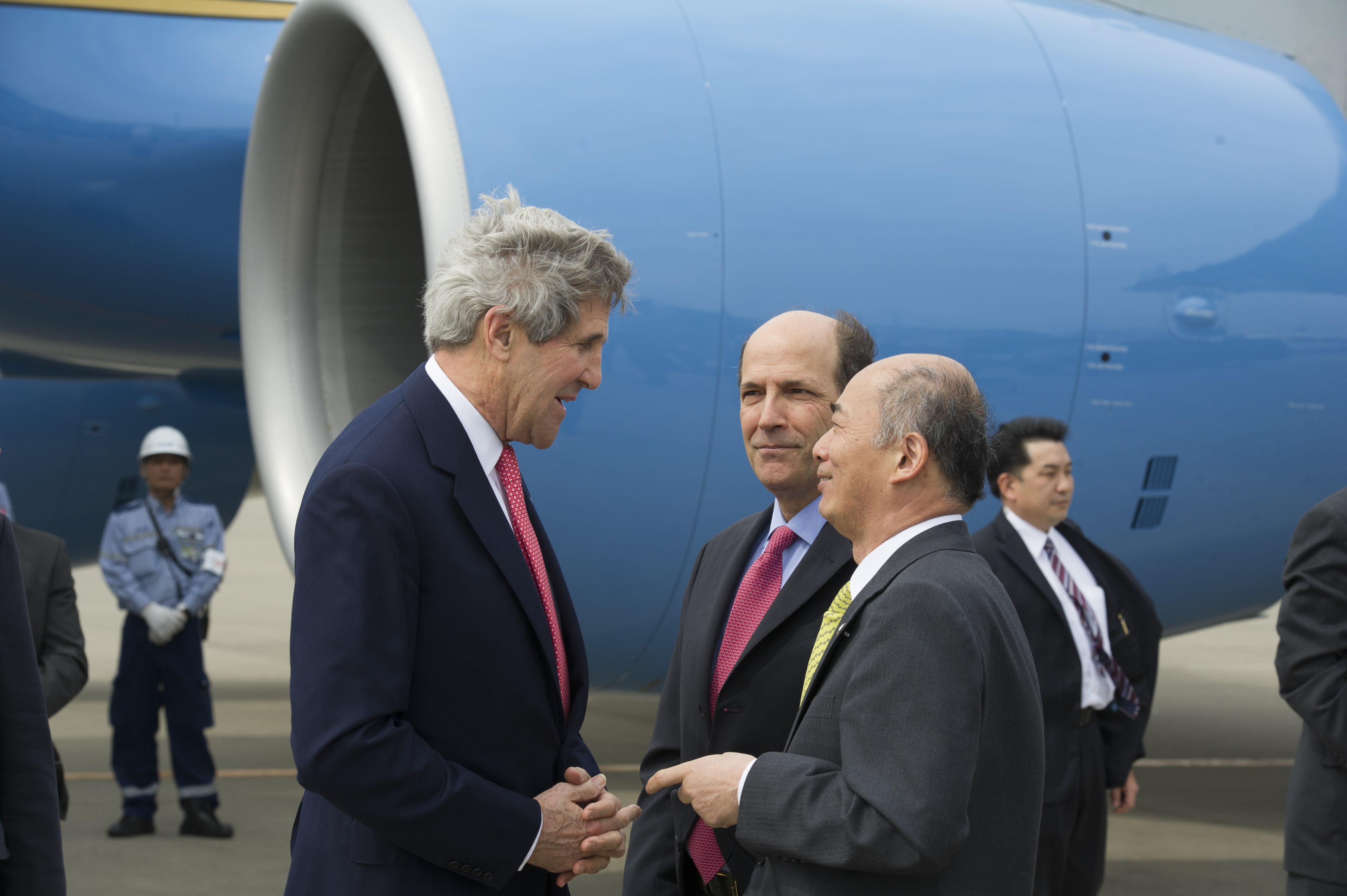
2013(平成25)年4月14日にアメリカ合衆国国務長官ジョン・フォーブズ・ケリー（左）特命全権大使ジョン・ルース（右奥）と

岡山県倉敷市児島出身で、広島大学附属高等学校を経て1974年（昭和49年）に東京大学法学部を卒業した。
外務省に入省し、英語研修を経て緒方貞子国連難民高等弁務官の補佐官、内閣総理大臣秘書官などを経て、2002年（平成14年）に経済局長に就き、2005年（平成17年）1月からアジア大洋州局長として北朝鮮による日本人拉致問題や対中国外交などで交渉し、2008年（平成20年）に政務担当外務審議官に就いた。
菅内閣時の2010年（平成22年）8月20日に外務事務次官人事が閣議決定されると、「慰安婦問題に関して日本の首相が公式に謝罪する・日本政府が元慰安婦に人道主義名目の賠償をする・駐韓日本大使が元慰安婦たちを訪問して首相の謝罪文を読んで賠償金を渡す」と大幅に譲歩した「佐々江提案」を韓国政府へ提示したが、2012年（平成24年）3月時点で李明博大統領ら韓国政府は「人道主義名目の賠償では不十分だ」などと応じず、2012年12月の衆議院選挙では自民党が勝利して「佐々江提案」は解消された。
2012年（平成24年）から2018年（平成30年）まで、アメリカ合衆国特命全権大使を務めた。外務省機密費流用事件を受けて小泉純一郎総理大臣の意向で柳井俊二大使が更迭されて以降11年ぶりで、次官経験者が駐米大使に就いた。

## 略歴

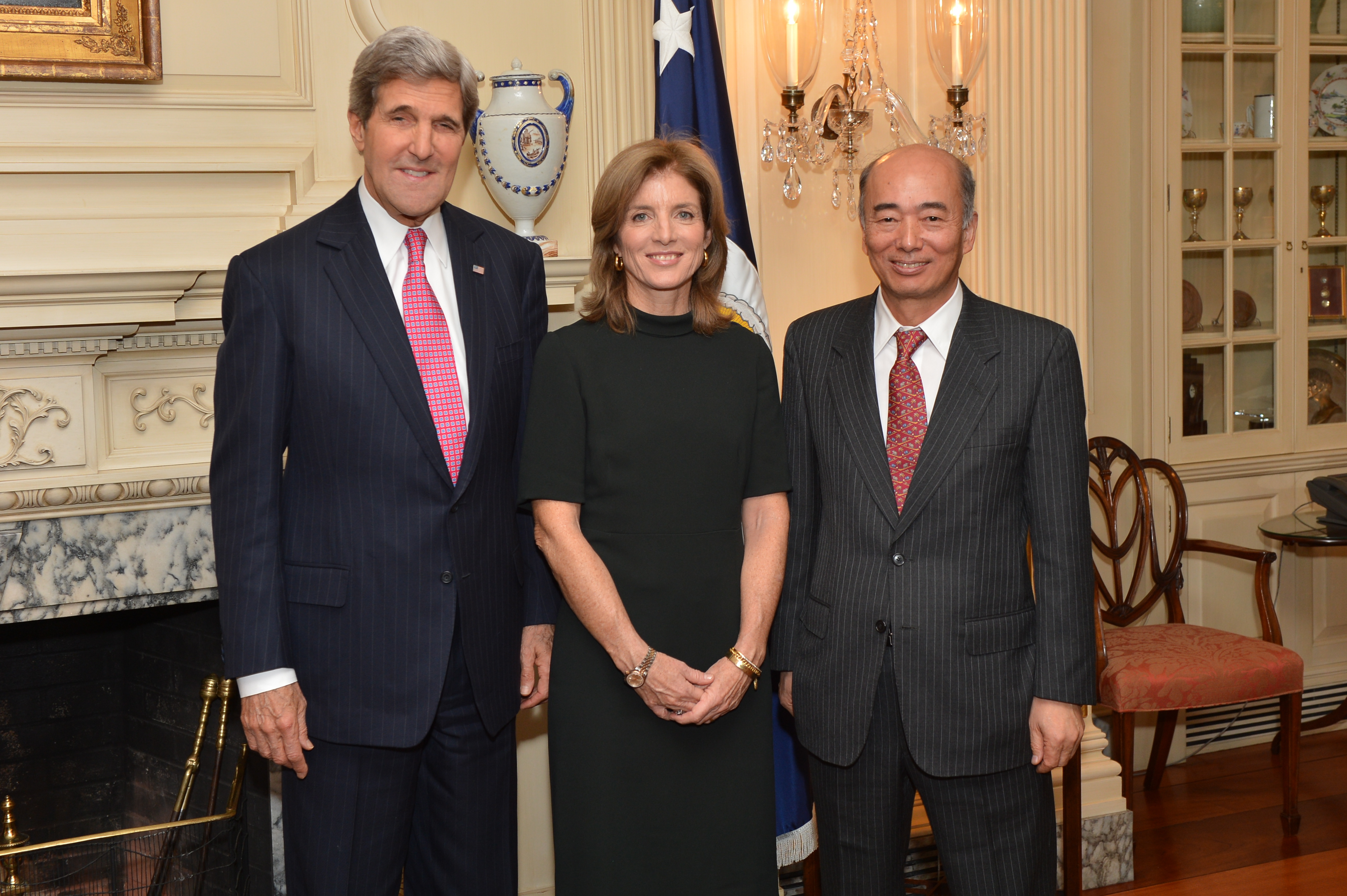
2013(平成25)年11月12日にワシントンD.C.米国国務省におけるキャロライン・ケネディ（中央）の日本駐箚特命全権大使宣誓式で、国務長官ジョン・ケリー（左）らと

- 1974年（昭和49年）3月 - 東京大学法学部卒業
- 同年4月 外務省入省、英語研修（米国スワースモア大学）[2]
- 1984年（昭和59年）4月 - 在米国大使館一等書記官[9]
- 1985年（昭和60年）1月 - 経済局国際機関第一課首席事務官
- 1987年（昭和62年）11月 - 欧亜局ソヴィエト連邦課首席事務官[9]
- 1989年（昭和64年）1月 - 北米局北米第一課首席事務官
- 1990年（平成2年）8月 - 北米局北米第二課長[10]
- 1993年（平成5年）9月 - イギリス国際戦略研究所研究員
- 1994年（平成6年）8月 - 国連難民高等弁務官 (UNHCR) 補佐官（在ジュネーヴ）[10]
- 1997年（平成9年）9月 - アジア局北東アジア課長
- 1999年（平成11年）7月 - アジア局参事官[10]
- 2000年（平成12年）4月 - 首相秘書官（森内閣）
- 2001年（平成13年）4月 - 総合外交政策局担当審議官
- 2002年（平成14年）3月 - 経済局長
- 2005年（平成17年）1月 - アジア大洋州局長
- 2008年（平成20年）1月 - 外務審議官（政務担当）
- 2010年（平成22年）8月 - 外務事務次官
- 2012年（平成24年）9月 - 在アメリカ合衆国駐箚特命全権大使
- 2018年（平成30年） - 大使離任、公益社団法人日本国際問題研究所理事長兼所長[11]、ホテルオークラ取締役[12]
- 2019年（令和元年）  - セーレン取締役、三菱自動車工業取締役[12]
- 2020年（令和2年） - 日本国際問題研究所所長兼務解除
- 2021年（令和3年） - 富士通取締役[13]

## 同期
- 林景一（11年駐英大使・08年内閣官房副長官補・08年駐アイルランド大使）
- 小田部陽一（11年ジュネーブ国際機関政府代表部大使・08年経済担当外務審議官）
- 吉川元偉（13年国連大使・10年OECD大使・09年アフガニスタン・パキスタン支援担当大使・06年駐スペイン大使）
- 高松明（11年駐スロバキア大使・科学技術振興機構理事・06年駐キューバ大使）
- 石田仁宏（08年駐アルゼンチン大使・05年駐ペルー大使・72年語学研修員採用、74年外務省公務員採用上級試験に合格して再入省）
- 四宮信隆（10年駐ポルトガル大使・07年駐ドミニカ共和国大使）
- 原田親仁（16年日露関係担当大使・11年駐露大使・08年駐チェコ大使）
- 目賀田周一郎（11年駐メキシコ大使・08年駐ペルー大使）
- 卜部敏直（11年駐フィリピン大使・07年駐アイルランド大使）
- 遠藤茂（09年駐サウジアラビア大使・07年駐チュニジア大使）
- 多賀敏行（12年駐ラトビア大使･09年駐チュニジア大使）
- 斉藤隆志（10年駐ミャンマー大使・06年駐セネガル大使）
- 城田安紀夫（10年駐ノルウェー大使・07年駐イラン大使・04年イラク復興支援等調整担当大使・01年駐カタール大使）
- 山本忠通（12年駐ハンガリー大使・10年アフガニスタン・パキスタン支援担当大使・08年ユネスコ日本政府代表部大使）
- 山中誠（11年駐ポーランド大使・10年科学技術担当大使・07年駐シンガポール大使）
- 佐藤重和（12年駐タイ王国大使・10年駐オーストラリア大使）
- 中根猛（12年駐独大使・09年ウィーン国際機関代表部大使）
- 黒木雅文（13年駐セルビア大使・09年駐カンボジア大使）
- 西ヶ廣渉（14年宮内庁宮務主管・12年駐ルクセンブルク大使・09年駐リビア大使）
- 吉澤裕（12年駐南アフリカ共和国大使・08年駐フィジー大使）
- 貞岡義幸（10年駐パラオ大使）
- 寒川富士夫（10年駐マラウイ大使）
- 沼田幹男（12年駐ミャンマー大使・11年外務省領事局長）
- 白石和子（12年駐リトアニア大使）
- 高橋二雄（13年駐アゼルバイジャン大使）
- 小池孝行（13年駐キルギス大使）
- 中北徹（07年アジア・ゲートウェイ戦略会議座長代理）

## 参考資料
- ワシントンDC日本商工会会報（2013年4月号）